# Las Piedras (Porto Rico)
Pour l’article homonyme, voir Las Piedras.
La municipalité de Las Piedras, sur l'île de Porto Rico (Code International : PR.LP) couvre une superficie de 86 km² et regroupe 35 180 habitants en 2020.

## Histoire
La ville de Las Piedras a été fondé en 1773.